# Comostola meritaria
Comostola meritaria är en fjärilsart som beskrevs av Walker 1861. Comostola meritaria ingår i släktet Comostola och familjen mätare. Inga underarter finns listade i Catalogue of Life.